# ミュージックシャワー
『ミュージック・シャワー』は、2001年10月6日から2005年4月2日までHBCラジオ（北海道放送）で放送されていた音楽番組である。パーソナリティは、当時同局のワイド番組『山ちゃん直子のラジオマガジン』→『一平・直子のほっとスマイル!』などに出演していた高橋直子が務めていた。
番組タイトルの表記には揺れがあり、北海道放送公式サイト内でも表題通りの「ミュージックシャワー」表記と、間に中黒が入る「ミュージック・シャワー」表記が混在していた。実際のタイトルロゴは、間に中黒ありの表記である。

## 放送時間
ナイターシーズン中には月曜夜の1時間枠で（2003年度のみ日曜未明の1時間枠で）、ナイターオフ期には土曜夜の2時間枠で放送されていた。公開収録番組などの特別編成がある日には、放送時間を短縮もしくは放送を休止した。
- 土曜 19:00 - 21:00（2001年度ナイターオフ）
- 月曜 21:00 - 22:00（2002年度ナイターシーズン）
- 土曜 19:00 - 21:00（2002年度ナイターオフ）
- 日曜 03:00 - 04:00（2003年度ナイターシーズン）
- 土曜 18:00 - 20:00（2003年度ナイターオフ）
- 月曜 21:00 - 22:00（2004年度ナイターシーズン）
- 土曜 18:00 - 20:00（2004年度ナイターオフ）